# Girmont-Val-d’Ajol
Girmont-Val-d’Ajol – miejscowość i gmina we Francji, w regionie Grand Est, w departamencie Wogezy.
Według danych na rok 1990 gminę zamieszkiwały 242 osoby, a gęstość zaludnienia wynosiła 15 osób/km² (wśród 2335 gmin Lotaryngii] Girmont-Val-d’Ajol plasuje się na 805. miejscu pod względem liczby ludności, natomiast pod względem powierzchni na miejscu 296.).